# Juan Vicente Ribera

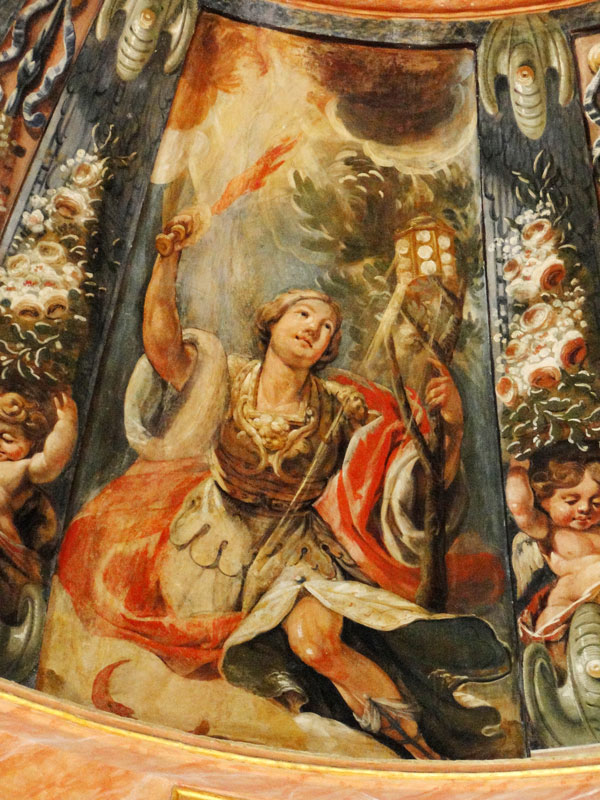
Detalle de las pinturas al temple de la cúpula de la capilla de las Santas Formas en la iglesia de Santa María la Mayor, Alcalá de Henares. Ángel portador del relicario de las Santas Formas.

Juan Vicente de Ribera (c. 1668-1736) fue un pintor barroco español, ejemplo característico de los llamados «pintores rezagados» de la escuela madrileña.

## Biografía
Nacido en Madrid, hijo de Gabriel Jerónimo Ribera, tramoyista de los teatros reales, fue discípulo por un corto periodo de Francisco Rizi. Con él se inició muy joven en la pintura de las decoraciones teatrales y festivas del Buen Retiro, continuando en estas labores a la muerte del maestro (1685) al lado de Isidoro Arredondo, Francisco Ignacio Ruiz de la Iglesia y Antonio Palomino, ya en la centuria siguiente. 
Para la Capilla de las Santas Formas del antiguo Colegio Máximo de Jesuitas de Alcalá de Henares pintó y firmó en 1689 las pinturas al temple —restauradas en 2011— de su cúpula y tambor, con la probable colaboración de Juan Cano de Arévalo a quien se habían venido atribuyendo. En 1691 pintó para el convento de los Mínimos de la Victoria de Madrid dos óleos: San Francisco de Paula curando a un endemoniado y San Francisco de Paula con un crucifijo, propiedad del Museo del Prado procedentes del de la Trinidad. Vinculado a los jesuitas, trabajó para ellos en las decoraciones del Colegio Imperial con motivo de la llegada de Felipe V a España. 
En 1703 se le denegó por la Junta de Obras y Bosques la plaza de pintor del rey que había dejado vacante Isidoro Arredondo. No obstante, continuó trabajando al servicio de la Corte con ocasión de las celebraciones solemnes de exequias reales y con motivo de las representaciones teatrales patrocinadas por el Ayuntamiento de Madrid en honor del nacimiento de Luis I. En 1724 participó en el pleito de los tasadores oficiales de pintura, pues se había reservado en Madrid esa función en exclusiva a Antonio Palomino y Juan García de Miranda, siendo Ribera uno de los que vio reconocido por el Consejo de Castilla su derecho a participar en tasaciones. Falleció en Madrid, siendo enterrado el 27 de diciembre de 1736 en la iglesia de San Sebastián. Estaba casado con María Prieto y no tenía hijos propios aunque su mujer tenía una hija de un matrimonio anterior, María Zaldo, casada con otro poco conocido pintor, Juan Pedro Peralta, discípulo de Ribera, a quien dejaba en el testamento sus útiles de trabajo.

## Obra
La primera de sus obras conocidas, la decoración de la cúpula y tambor de la capilla de las Santas Formas en Alcalá de Henares, es también la más compleja y ambiciosa de las conservadas.  Fechadas en 1689, continúan la tradición de las divisiones espaciales y fondos arquitectónicos conforme al modelo de quadratura implantado en Madrid por Mitelli y Colonna,  aunque la influencia más directa en esta misma tradición es la de Claudio Coello y sus pinturas de la cúpula de la capilla del Santo Cristo en la iglesia del Colegio Imperial. 
Del resto de sus obras conservadas cabe recordar los siete lienzos de la vida de la Virgen para la Capilla de la Concepción de la iglesia parroquial de Navalcarnero (Madrid), donde se conserva también una Inmaculada firmada, muy próxima a los modos de hacer de Francisco Rizi, la Apoteosis de San Felipe Neri del oratorio de los Filipenses de Alcalá de Henares (1704), obra de fuerte dinamismo, la Glorificación de la Virgen con santos del Museo de Bellas Artes de Asturias, firmada en 1716, la pareja de grandes lienzos dedicados a la vida de Santo Domingo de Guzmán, de hacia 1720, conservados en el palacio episcopal de Madrid y procedentes del desaparecido colegio de Santo Tomás, donde formaban serie con otros análogos de Toribio Álvarez, y San Nicolás de Bari intercediendo por las Ánimas del Purgatorio de la parroquial de Izurtza (Vizcaya), fechado en 1732. El Museo del Prado guarda además un dibujo a la aguada de San Antonio de Padua en su hornacina como se veneraba en el convento de San Antonio del Pardo (Madrid).